# Mosquió (cuiner)
Mosquió (en llatí Moschion, en grec antic Μοσχίων) fou un notable cuiner grec que va agafar la seva màxima fama quan fou contractat per Demetri de Falèron, sota el qual va reunir una important fortuna. L'esmenta Ateneu de Naucratis (Deipnosophistae 6. 246b. c, 9. 382d).